# Route départementale 8.I (Haut-Rhin)
Pour les articles homonymes, voir Route départementale 8.
La route départementale 8.I, ou D 8.I, est une route départementale française reliant Niederentzen à Niederhergheim, dans le Haut-Rhin.

## Historique
En 1973, le contournement ouest de Biltzheim est réalisé. La départementale prend alors son origine à Niederentzen, au croisement avec la D 18bis (68) et rejoint le tracé originel à Oberhergheim au niveau de la rue de Biltzheim.